# ドイツの経済
ドイツの経済（ドイツのけいざい、ドイツ語: Wirtschaft Deutschlands）では、1990年再統一以降のドイツ連邦共和国の経済状況、経済データ、特徴、貿易の原則などについて説明する。再統一以前の経済状況については「ドイツ経済史」を参照。
ドイツは第一次世界大戦と第二次世界大戦での敗戦や東西分裂を経たものの、現在ではアメリカ、中国に次ぐ世界第3位の経済大国となっている。百年以上にわたり、欧州最大の経済大国としての地位を維持し、世界でもっとも発展した国の1つとされる。2024年からは名目総GDP（国内の総生産値）で日本を上回っている。

## 概要

### 国際的地位
ドイツは非常に高い工業力を誇り、人口密度の高さも相まって、産業全体がバランスよく高度に発展している。現在、フランスとともに欧州経済統合の要石として、欧州中央銀行の本部をフランクフルトに構え、ユーロの安定化と普及を進めている。
名目総GDPだけでなく、実質総GDP（国民の総生産量、PPP）でも世界第5位を誇り、資源消費量も世界第5位の規模を持ち、中国、アメリカ、インド、日本に次ぐ規模である。一方、1人当たりGDPは2021年時点で欧州第13位、世界第15位となっている。『世界経済フォーラムの世界競争力指数』では2019年に141か国中7位、また『経済的自由度の指数』では2021年に180か国中9位にランクインした。
近年、ドイツ経済は成長軌道に入り、IMF（国際通貨基金）の『2022年世界GDPランキング』によれば、ドイツのGDPは4兆3088億5400万米ドルに達し、世界第3位の日本（4兆4097億3800万米ドル）との差は僅か2.287％となった。日本内閣府の公式サイトによると、2023年第1四半期の日本のGDPは1兆740億4000万米ドルであり、ドイツは1兆767億7000万米ドルに達し、その結果、2024年からはドイツのGDPが正式的に日本を上回ることとなっている。

### 特徴と社会環境
1990年のドイツ再統一後、ドイツ政府は特に人間、動物、自然の幸福権を重視し、労働時間の短縮や、働きやすい労働環境の整備を進めつつ、環境保護と経済発展の両立を図っている。また、ビジネス関連の発明やソフトウェア、再保険を中心とする保険業界では、アメリカに次いで世界第2位の市場規模を誇っている。
ドイツの経済思想の中心である『マクロ経済理論』によれば、国益にとって最も有益なのは輸出の拡大であるとされており、ドイツは主に先進国を輸出先として、経済の約1/3を輸出に依存している。いずれの時代においても、精緻な製品を製造し、高価格で先進国に供給することでその収益を自国の黒字として充填するのが、ドイツの貿易の基本方針である。このため、ドイツは自らを「先進国の中の先進国」と位置づけているのである。
工業大国としてのイメージが強いが、現代においてその最大の経済分野はサービス業（69%）である。それでも、ほかの先進国と比較した場合、第二次産業、すなわち工業部門（24%）の比率は依然として高く、その規模は世界トップクラスに達している。サービス部門では、2016年の輸出額の55%を占め、EDP（電子データ処理）、IT、通信等の産業が中心を成している。特に自動車や商用車、電気工学、機械工学、化学工業など、競争の激しい分野においては資金や人材、そして時間を惜しみなく投じることが常態となっており、その結果、大きな報酬がドイツ本国に還元される。 
世界でも有数の見本市開催国であり、中にはドイツでしか開かれない格式ある催しも多い。ドイツでは大自然や歴史的建造物だけでなく、国際会議、展示会、博物館、民俗文化祭といった多彩なイベントも観光資源として活用されており、こうした要素が豊かな観光産業を支えている。また、観光や国際貿易の促進、さらには欧州の中心に位置するという地理的優位性を活かすため、自国の通貨を「ユーロ」に統一した。

### 強み
豊かな天然資源を有しており、特に石炭（硬炭と褐炭の両方）、カリウム塩、建築材料、石材、粘土などの埋蔵量はいずれも欧州最大を誇る。ルール地方やザール地方は硬炭の産地として、また、ザクセン州やザクセン＝アンハルト州は褐炭の重要な産地として知られ、これらの石炭とその生産に伴うコークスはドイツの製鉄業や金属加工業に大きな貢献をしていた。19世紀後半の30年間において、これらがドイツの急成長を支える要因となり、欧州最大の工業国へと成長を遂げたのである。
2000年以降、風力発電や水力発電といったグリーンエネルギーが国家戦略として重視され、汚染物質を多く含む化石燃料の使用量は次第に減少しつつある。たとえば、2005年には発電の47%と工業生産の24%が石炭に依存していたが、現在ではその依存度はほぼゼロとなり、1960年代には工業製品の60%以上が石油から製造されていたのに対し、現在ではその割合は僅か3%に過ぎない。　
現在、ドイツは米中貿易戦争の影響を受け、米国と中国が失う、あるいは不足する貿易品をドイツ製品により補い、米中が占める世界貿易のシェアを徐々に侵食している。

### 課題と解決策
経済全体の観点からみると、2000年代から2010年代にかけてドイツ経済は一時的に停滞した。旧東ドイツ地域への多額の資金援助が続いたことで、全体の経済成長は抑えられたものの、ドイツ政府は東西の経済格差を放置せず、30年の歳月をかけてその解消に努めてきた。かくして2020年代以降、ドイツは旧東部の負担から解放され、全国多極化経済へと移行しつつある。一方、日本やフランスが首都一極集中の傾向を強める中、ドイツは首都圏と地方圏のバランスを維持し、バランスのとれた経済構造を築いている。
2019年のデータによると、再生可能エネルギーはドイツの電力網の76%を支えているものの、冬季のエネルギーや原材料については依然としてロシアに頼っており、暖房や輸送分野における依存度は低かった。しかし、2023年にロシアがウクライナに侵攻したことを契機に、ロシアはドイツへの原油と天然ガスの供給を停止し、その圧力でEU（欧州連合）にウクライナへの支援停止を迫った。これに対し、ドイツ政府はプーチン政権との長年の関係を断ち切り、大企業への配慮を捨て、ロシアからの供給網を完全に断絶した。
2020年にはニーダーザクセン州で天然ガスが発見され、2023年から採掘が始まり、2024年7月時点では「脱ロシア政策」が成功を収め、EU独自の風力発電や水力発電、そしてガス生産が可能となった。

## 産業
同族企業が多いために企業の社会的責任が唱えられた。2012年、ドイツ独占委員会は同族所有比率が1/4を超える19のメーカーを特定した。国民が創業し、または所有するメーカーが29社である。先の19社は29社を分母にすると六割を超える。同族会社には無限責任がつきまとう。しかしドイツの会社法は無限責任を軽減するために、合資会社に株式または財団を組み合わせた4形態を認めている。

### 農業・林業
2003年には農業・林業・鉱業の生産高は国内総生産(GDP)のわずか1.1%に過ぎず、労働人口も1991年には4%だったものが現在は2.2%にまで減少している。産業人口の減少は農業従事者の人口が東西ドイツが統合してから75%も下がった東ドイツの従事者が主である。しかし、農業は非常に生産的で、食料自給率はカロリーベースで84%とヨーロッパの中でも非常に高い（2020）。生産高もヨーロッパの中ではフランス、イタリアに次ぐ第3位である。主要な農産物はジャガイモ、小麦、大麦、テンサイ、果物、キャベツなどである。
ドイツは工業国でありながら、その面積の3分の1は森林に覆われている。林業は木や木製品の国内需要のおよそ3分の2を供給しており、残りは輸入に頼っている。

### 鉱業
石炭は、ドイツで最も多い資源である。生産量では世界第9位を誇っており、世界有数の石炭生産国であるが、1989年以降環境政策や能率の悪い旧東ドイツの鉱山の閉鎖によって生産高は年々減少している。ドイツで生産される主な石炭の種類は無煙炭と亜炭（褐炭）である。2004年1月現在、天然ガスの備蓄高はヨーロッパで3番目に高い10兆8,000億立方フィートだが、2002年にはドイツの国内需要の75%にあたる2兆4,000億立方フィートの天然ガスを輸入している。ドイツで生産される天然ガスは主にニーダーザクセン州で、全体のおよそ90%に当たる。主な輸入相手はロシアで40.8%、次いでノルウェーの31.5%、オランダの22.3%となっている。

### エネルギー
2021年時点、ドイツは世界で7番目に高いエネルギー消費国である。その量は石油に換算して約300万トン（約1600万円）。その3分の2は輸入に頼っており、1990年から固定価格買い取り制度を採用している。また、ドイツはヨーロッパ一の電力消費国で一時間につき5129億キロワットを消費している。EUは加盟国に対しエネルギー市場の自由化をすすめており、ドイツは1998年に電力自由化を行い当時の八大電力会社が四つに集約された。デュッセルドルフのE.ON、エッセンのRWEはヨーロッパや世界各地の電力会社・ガス会社を買収する世界有数のエネルギー企業となったが、一方でドイツに対する他国企業の参入も激しく、ハンブルクのHEWはスウェーデンの公営電力会社バッテンフォールの、カールスルーエのEnBWはフランスの電力会社EDFの傘下となっている。
現在、ドイツのエネルギー保護政策を積極的に行っており、太陽光、風力、水力、地熱、バイオマス（バイオ燃料）などの再生可能エネルギーの普及を推し進めている。その結果エネルギー効率は1970年以降徐々に良くなっている。ドイツ政府は、2035年にはドイツ国内の電力供給をほぼ完全に再生可能エネルギーによって賄うという目標を示した。
2000年、ドイツ政府は原子力発電を2021年までに段階的に撤廃していくことを決定した。2000年時点で再生可能エネルギーが占める発電割合は6.6%でしたが、2020年時点、エネルギー発電の種類別の内訳は石油 (0.8%)、石炭 (9.4%)、褐炭（18%）天然ガス (15%)、原子力 (11%)、再生可能エネルギー(44%)、その他 (4%)となっている。

### 工業

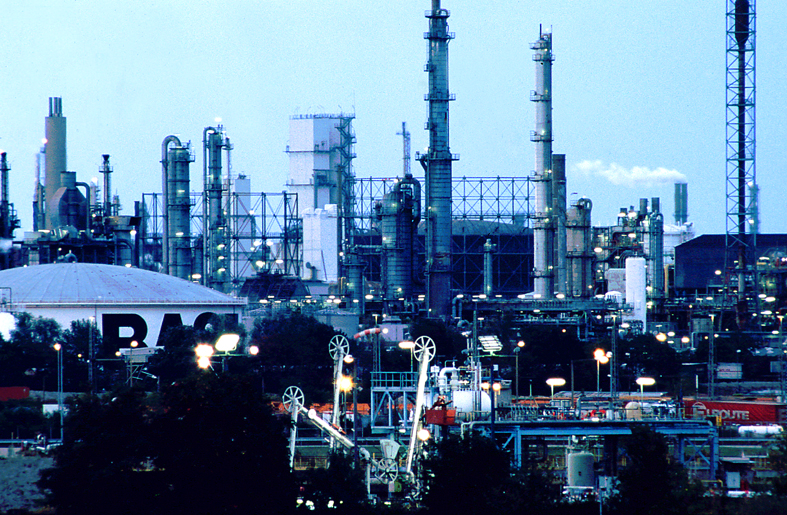
ルートヴィヒスハーフェン近郊の世界最大級の化学工場。

工業と建設業は2003年現在、国内総生産の29%、労働人口の26.4%を占めている。ドイツでは自動車をはじめ工作機械や化学製品などが盛んで、特に自動車産業は世界第6位の生産国である（2021）。しかし、近年は急速に経済成長する中国に3番手の座を取って代わられようとしている。2004年、ドイツは工作機械で世界シェア19.3%という最も大きな市場占有率を誇った。ダイムラー、BMW、ロバート・ボッシュ (企業)、BASF, バイエル、シーメンスなどドイツに拠点を置く世界的な大企業は数多いが、それには下請けの中堅製造会社も不可欠である。それらの会社は主に前述の大企業などの子会社であることが多い。

### 第三次産業
第三次産業は2003年現在、国内総生産の70%、労働人口の71.3%を占める。その内訳は金融業、賃貸業などが30.5%、商業、ホテルやレストランなどや、輸送業が18%、その他のサービス業が21.7%である。

#### 観光業
国内総生産の8%、280万の仕事をもたらしている。サービス業の中では商業に次いで2番目に大きな業務である。2004年、海外からの一晩あたりの宿泊者数が前年より4%多い4,500万人という極めて高い数字を出した。主な見本市の3分の2はドイツで行われており、それは毎年900万人から1000万人の旅行者を引き寄せている。その2割は外国人である。主な見本市はハノーファー、フランクフルト、ケルン、デュッセルドルフで行われる。また、ドイツが2006年にFIFAワールドカップの開催国になったことは観光業に非常にいい影響を与えた。

#### 金融業

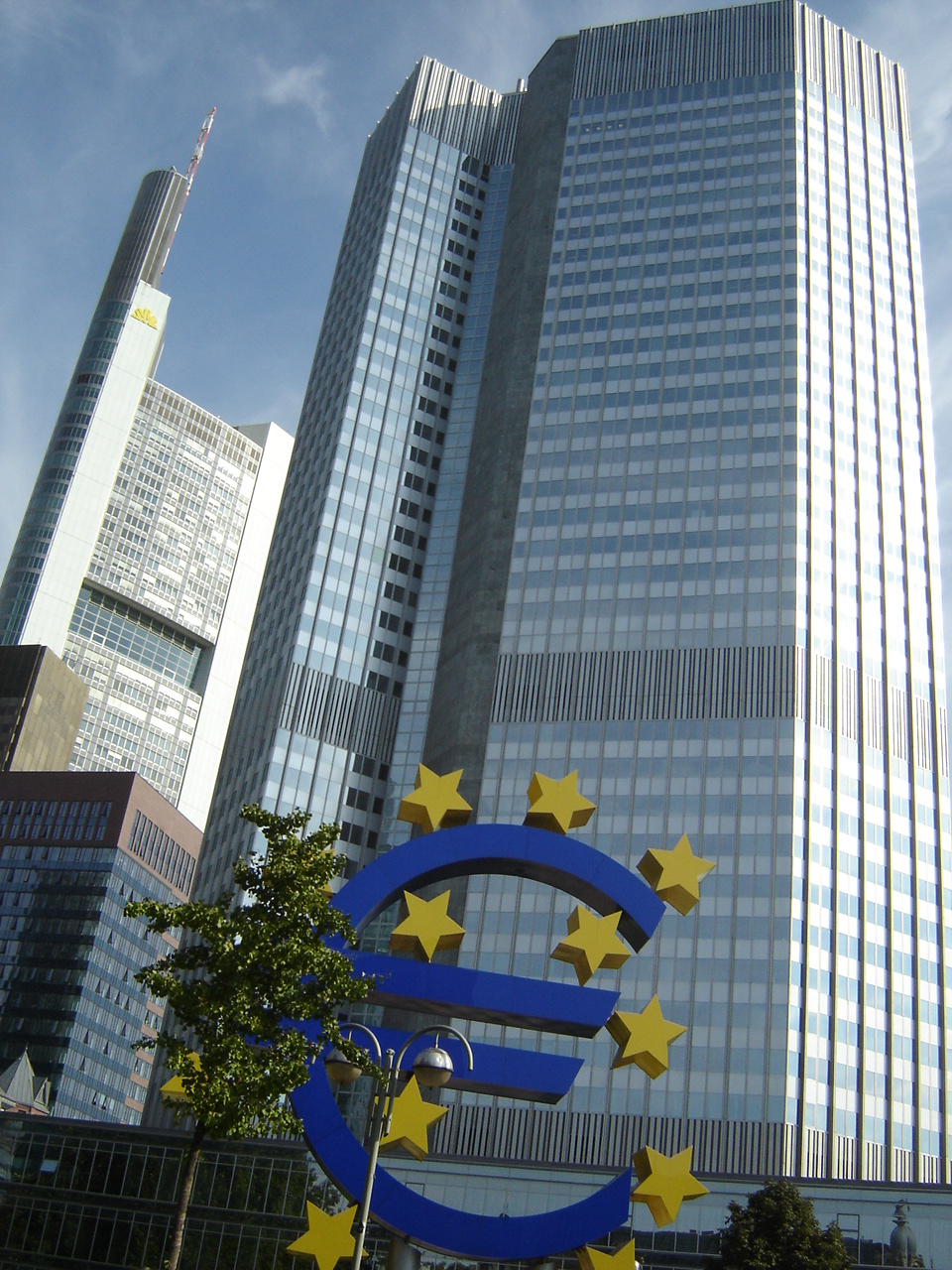
欧州中央銀行。

ドイツは伝統的に市場向けの資本よりも個人向けの銀行業などが盛んである。理由として、銀行からの投資業務の分割をこれまで行わなかったことが挙げられる。その代わりに、ドイツの銀行は一般的な銀行業務として知られるシステムの下で、貸し出しから保険、証券取引など幅広いサービスを行っている。
2000年末、2,931の金融機関のうち、356の商業銀行、1798の信用組合、561の貯蓄銀行を含む2,713件(92.6%)は総合銀行だった。残りの非総合銀行は抵当業務や投資などを専門としている。
ドイツで最も大きな6つの銀行は銀行構造や所有権の多様性を例示している。総資産による6つの銀行のランク付けのうち、4つは民間の企業で、5番目は国営、6番目は協同組合になっている。
金融業における銀行業の中心的な役割にもかかわらず、株式市場は勢力を争っている。民間会社のドイツ取引所は、ドイツで最も規模の大きいフランクフルト証券取引所を運営し、世界でも4番目である。フランクフルト証券取引所はドイツのすべての証券取引の90%を取り扱っている。フランクフルト証券取引所の主要な株価指数はDAXで、シーメンス、SAP、バイエルなど30の銘柄からなる。ほかの証券取引所は、ベルリン（2か所）、デュッセルドルフ、ハンブルク、ハノーファー、ミュンヘン、シュトゥットガルトにある。2004年末現在、ドイツの上場株式の時価総額は国内総生産の45%にあたるおよそ1兆1,000億ドルである。

## 貿易

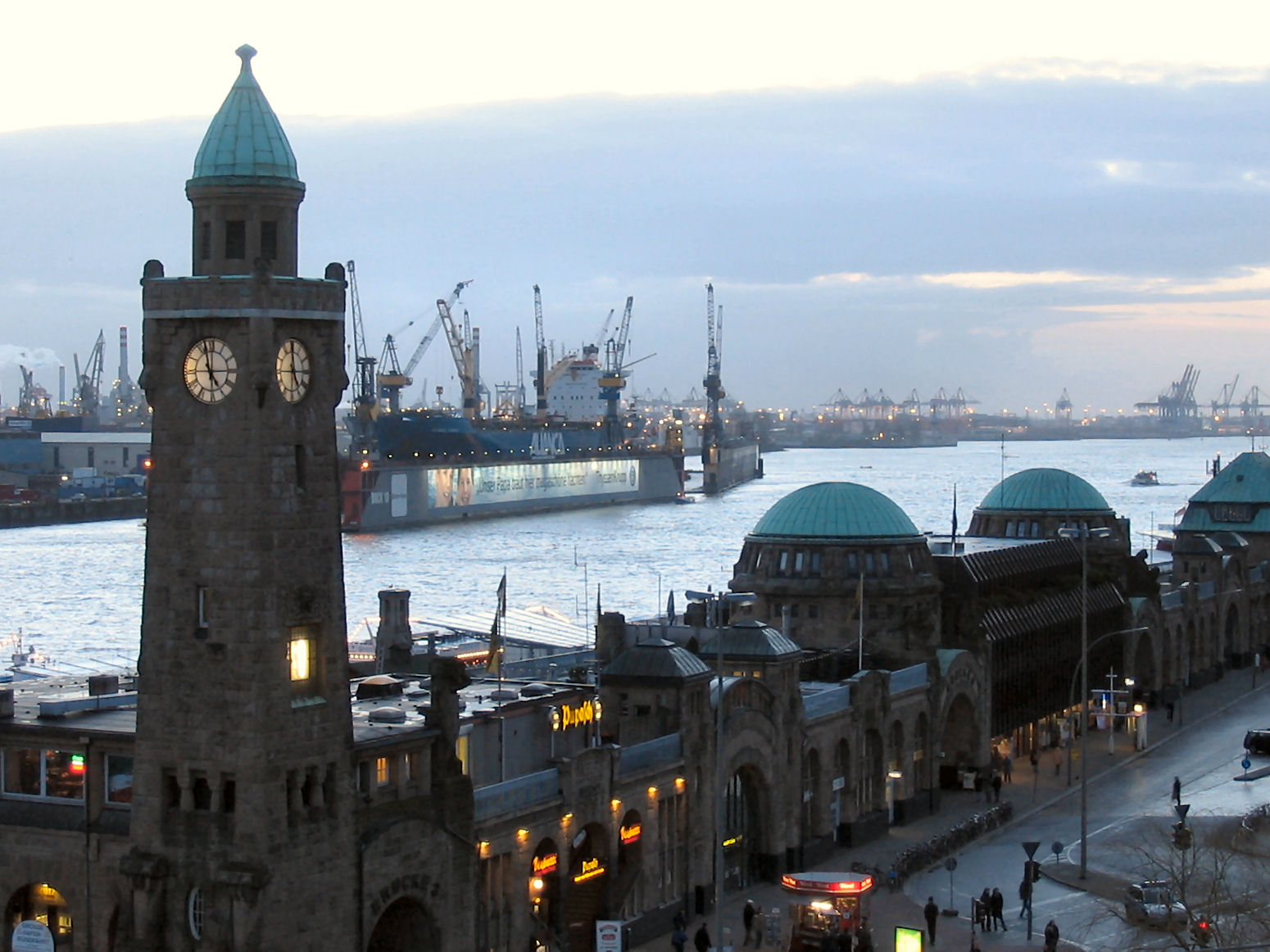
ハンブルク港。

2003年、ドイツの貿易高の半分を当時のEU諸国（15か国）との貿易が占めていた。残りは多い順に各開発途上国、東ヨーロッパ諸国（後にEUに加盟したポーランドなども含む）、アメリカ、カナダ、非EUのヨーロッパ諸国（スイス、ノルウェー、リヒテンシュタイン、アイスランドの4か国）、日本などである。ドイツは高度に経済成長をしている国々に積極的に投資しており、近年ではロシアや中国などとの貿易を重要視している。ちなみに、ドイツはロシアの一番の貿易相手国である。2002年には中国が日本を追い越し、ドイツのアジアにおける一番の貿易相手国となった。ドイツの会社は、外国貿易から収益の3分の1を得ている。
アメリカは、フランスに次ぐ2番目の貿易相手である。2000年、アメリカとドイツの貿易高は合計で880億ドルとなった。内訳として、ドイツからの輸出が587億ドル、ドイツへの輸入が292億ドルとなっている。ドイツから輸出品は主に自動車、機械類、化学製品、大型の電気機器などである。逆に輸入品は飛行機、電気機器、電気通信技術、データ処理器具、モーター部品などである。

### 輸出入
主要な輸入品は、自動車（644億ドル）、化学製品（632億ドル）、機械類（418億ドル）、石油類（399億ドル）、コンピュータ（305億ドル）などである。主な輸入相手はフランス (9.0%)、オランダ (7.8%)、アメリカ (7.3%)、イタリア (6.1%)、イギリス (6.1%)、ベルギー (4.9%)、中国 (3.8%)、オーストラリア (3.8%) である。
輸出品で主要なものは、自動車（1455億ドル）、機械類（1030億ドル）、化学製品（929億ドル）、電気機器（362億ドル）、電気通信技術（351億ドル）となっている。主な輸出相手はフランス (10.6%)、アメリカ (9.3%)、イギリス (8.4%)、イタリア (7.4%)、オランダ (6.2%)、オーストリア (5.3%)、ベルギー (5.0%)、スペイン（4.9%）である。
CIAワールドファクトブックによると、ドイツの主要な輸出品は機械類、自動車、化学製品、金属及び金属製品、食品、家電製品、織物、ビール、輸入品は、機械類、自動車、化学製品、食品、織物、金属となっている。

### 国際収支と公共負債
国際収支と経常収支の総計は国内総生産の2.2%にあたる549億ドル、公債はおよそ1兆5000億ドルで、これは国内総生産の60.8%にあたる。
現在、ドイツの通貨はユーロである。そのため、金融政策を実施しドイツマルクの安定化を図ったドイツ連邦銀行にかわり、欧州中央銀行が影響力を握っている。
2003年、海外直接投資は110億ドルに到達している。

## 対外投資
ドイツは、対外投資では自由主義の政策に従っている。1998年から1999年の間、フランスがドイツの主な直接投資国で、イギリス、アメリカと続いていた。1995年から1999年まで、アメリカからドイツへの直接投資額の一年当たりの平均が210億ドルに達する間、アメリカに対するドイツの直接投資額の平均は34億ドルだった。
しかし取得原価主義に換算して1999年、ドイツへのアメリカの投資が500億ドル未満と推定される間、アメリカへのドイツの投資は1,110億ドルと見積もられた。これは、1995年の2倍に達する勢いである。またその後も12%ほど成長している。
労働市場や政府規制の柔軟性のなさが続いているにもかかわらず、非常に熟達した労働者のために、経済は堅調で国際的な競争力を維持したままである。生産コストこそ高いが、それでもドイツは輸出が精力的である。また現在、ドイツ政府は税、社会保障、財政など国の経済的な構造問題における非常に重要なものの改革を進めようとしている。さらに、急速な経済成長を遂げている中部ヨーロッパ諸国を経済的な戦略拠点においている。将来、成長や雇用創出を促進するために経済の根底となる基本的な、また広範にわたる経済調整に直面するといわれている。

## 労働

経済協力開発機構（OECD）の報告による各国年間平均労働時間の推移

ドイツの労働者人口は3,887万人である。2004年、労働者は第一次産業2.2%、第二次産業26.4%、第三次産業71.3%のように分布された。それの分布は、各々の相対的な生産高と非常に相似している。平均年間労働時間はOECD諸国にて最小グループのひとつである。
2005年3月の季節調整後の失業率は、12%、失業者はおよそ520万人だった。これは共に第二次世界大戦後最悪の記録である。特に、旧東ドイツの諸州は失業率は20%近くまで達した。しかし2005年9月には失業率は11.2%、失業者も465万人にまで改善し、2012年以降は欧州圏において最小失業率グループに位置し続けている。
ドイツの失業者の定義はILO定義よりも広範囲であり、週15時間未満労働のパートタイマーの労働者を含んでいるため、日本や米英の失業の定義と異なり部分的にしか比較できない。ドイツでは正規労働やあるいは週15時間以上のパートタイムの仕事を求めている（週15時間未満の）労働者は失業保険がもらえ、失業者として登録される。ドイツの失業者の約4分の1が不完全雇用のパートタイマーである。

## 統計
- ジニ係数：28.3（2000年）
- 工業生産成長率：2.2%（2004年）

電気（2003年）
- 生産：560 TWh
- 消費：519.5 TWh
- 輸出：53.8 TWh
- 輸入：45.8 TWh

電力発電源（2001年）
- 水力：4.2%
- 火力：61.8%
- 原子力：29.9%
- その他：4.1%

石油（2003年）
- 生産：74,100バレル/日
- 消費：289万1,000バレル/日
- 輸出：12,990バレル/日
- 輸入：213万5,000バレル/日
- 推定埋蔵量：3億9,580万バレル（2004年1月1日）

天然ガス（2003年）
- 生産：210億 m³
- 消費：995億5,000万 m³
- 輸出：77億3,100万 m³
- 輸入：850億2,000万 m³
- 推定埋蔵量：2,930億 m³（2004年1月1日）
- 金融資産：4兆700億ユーロ（2004年）
- ODA額：56億ドル（1998年）

為替相場
- ユーロ

2005年7月 : 1ユーロ = 1.20USドル
2000年1月 : 1ユーロ = 0.99USドル
1999年 : 1ユーロ = 0.94 USドル
- ドイツマルク

1999年1月 : 1USドル = 1.69ドイツマルク
1998年 : 1USドル = 1.76ドイツマルク
1997年 : 1USドル = 1.73ドイツマルク
1996年 : 1USドル = 1.50ドイツマルク
1995年 : 1USドル = 1.43ドイツマルク